# Astragalus steppicola
Astragalus steppicola är en ärtväxtart som beskrevs av Sirj., Rech.f. och Paul Aellen. Astragalus steppicola ingår i släktet vedlar, och familjen ärtväxter. Inga underarter finns listade i Catalogue of Life.